# Chingkankousaurus
Chingkankousaurus fragilis
Genre
Espèce
Chingkankousaurus est un genre éteint douteux de dinosaures théropodes de la super-famille des Tyrannosauroidea. Il a été découvert dans retrouvé dans les strates du groupe de Wangshi, un ensemble de formations géologiques datant du Crétacé supérieur, au Shandong, en Chine.
L'espèce type et seule espèce, Chingkankousaurus fragilis, a été nommée et décrite par Yang Zhongjian en 1958. Elle est basée sur l'holotype IVPP V636, il n'est constitué que constitué d'un fragment de côte.
Selon Molnar et ses collègues (1990), le fossile appartiendrait à un membre des Tyrannosauridae alors que Chure (2001) le classe chez les Coelurosauria. Selon Brusatte et ses collègues (2013), le genre appartiendrait bien à la super-famille des Tyrannosauroidea, mais serait un nomen dubium.